# Adam Sevani
Adam Sevani (Los Ángeles, California; 29 de junio de 1992) es un actor y bailarín estadounidense, conocido por su papel de Robert "Moose" Alexander III en las películas Step Up 2: The Streets, Step Up 3D, Step Up Revolution y Step Up: All In.

## Biografía
Sevani tiene ascendencia italiana y armenia. Reside en Los Ángeles, California, donde empezó a bailar desde muy pequeño en el Synthesis Dance Center, estudio fundado por sus padres.

## Carrera
Sevani primero fue conocido por hacer una campaña publicitaria de la marca J.C. Penney'scon su compañero Christopher Alejandro Ochoa (donde también le acompaña en su miniserie Fly Kidz) y Jessica Salazar, uno en 2004 y otro en 2005.
Su afición por la actuación responde en gran parte al mundo artístico, dentro del que su familia vivió inmersa. Su padre es un coreógrafo de fama internacional, su madre es música y su hermano "V" fue parte del grupo NLT. Sus padres fundaron juntos el reconocido Synthesis Dance Center en Universal City. Allí Sevani entabló amistad con numerosos bailarines, que lo harían llegar a los ejecutivos de casting de Touchstone Pictures y, con una cinta de audición casera, al director Jon M. Chu. Chu no dudó en ofrecerle el papel de Moose en la secuela de Touchstone/Summit Step Up 2: The Streets.
En febrero de 2008, Sevani apareció en la película de Universal Pictures Step Up 2: The Streets, la segunda entrega de la saga Step Up. La película se centra en un grupo de estudiantes que forman un grupo de danza y lucha en las calles. El rendimiento de Sevani como Robert "Moose" Alexander III fue elogiada por la crítica, como The New York Times, por interpretar a un personaje que "podría ser el más malo en la historia del cine". La película, que recibió en general críticas negativas, llegó a recaudar más de 150 millones de dólares a nivel mundial. Por su papel en la película, Sevani recibió el premio "Best Scene Stealer" premio en 2008 los Young Hollywood Awards. 
En mayo de 2009 Sevani fue contratado para repetir el papel de Moose en la futura entrega de Step Up. El rodaje tuvo lugar en Nueva York con un presupuesto de 30 millones de dólares. La película se centra en Moose y su mejor amiga Camille protagonizada por Alyson Stoner, que se mudan a Nueva York para comenzar la Universidad. Step Up 3D fue lanzada en agosto de 2010 a las revisiones generalmente mixtas de los críticos. En agosto de 2012, la película fue la mayor recaudación de la trilogía, con más de 159 millones de dólares en todo el mundo. 
En agosto de 2010, Sevani fue contratado para protagonizar el remake americano de la película de 2008 franceses LOL (Laughing Out Loud), junto a Miley Cyrus, Demi Moore y Ashley Greene. La película se centra en el personaje de Miley Cyrus terminando su último año de escuela. En mayo de 2012, la película recibió un lanzamiento limitado de EE. UU., y recibió críticas desiguales entre los críticos. Aunque la película fue un fracaso financiero nacional, encontró el éxito en regiones extranjeras.
En julio de 2012, Sevani hizo una pequeña aparición en la cuarta entrega de la saga Step Up, deslumbrando en baile final de la película, Step Up Revolution.
En agosto de 2014 se estrenó la quinta película de Step Up, Step Up: All In, protagonizando el famoso papel de Moose, donde además vuelven viejas caras como su compañera Camille Alyson Stoner, formando la primera pareja de la saga que repiten.

### Baile
Sevani ha aparecido en algunos vídeos musicales como: Mase "Breathe, Stretch, Shake"; Will Smith "Switch"; T-Pain "Church" y una pequeña parte en NLT's “That Girl". También hizo la coreografía para el vídeo de la música NLT para el "Karma". Adam también formó un equipo de baile con Jon Chu y varios bailarines del área de California, con cameos de celebridades (entre ellos Lindsay Lohan, Adam Sandler, Brittany Snow, Amanda Bynes, Briana Evigan y Robert Hoffman) en 2008 conocida como la de ACDC, o Adam / Chu Dance Crew. El equipo tuvo una batalla de baile por YouTube con mucha publicidad contra el grupo de Miley Cyrus y Mandy. La batalla terminó con un baile final en el Teen Choice Awards 2008, donde ganó el grupo de M&M Crew. 
En noviembre de 2008, apareció en un vídeo homenaje a 'Thriller' 25° aniversario de Michael Jackson para Halloween, con su compañera y amiga Alyson Stoner.

## Filmografía
- 2002:	The Emperor's Club como un estudiante de St.Benedict.
- 2003:	Learn to Hip Hop: Volume 2 como Él mismo.
- 2005:	FLY KIDZ como Joey/Adam.
- 2008:	Step Up 2: The Streets como Robert "Moose" Alexander III.
- 2009:	Rob Dyrdek's Fantasy Factory como Él mismo.
- 2010: Step Up 3D como Robert "Moose" Alexander III.
- 2012: The First Time como Chico Wurtzheimer.
- 2012:	LOL como Wen.
- 2012: Step Up Revolution como Robert "Moose" Alexander III.
- 2014: Step Up: All In como Robert "Moose" Alexander III.